# AIBO

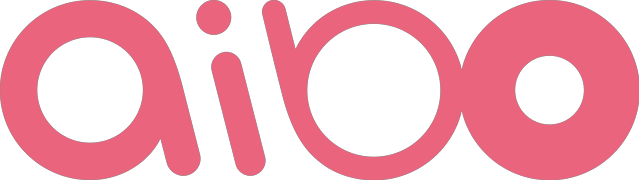
AIBO-logo

AIBO is een gezelschapsrobot in de vorm van een hondje, gemaakt door Sony sinds 1999. De robot is zo gemaakt en geprogrammeerd dat hij geen mensen kwaad doet, zo zal de hond nooit in de kuiten bijten. Wegens de hoge prijs zijn nog maar weinig mensen in het bezit van een AIBO.
AIBO staat voor: Artificial Intelligence roBOt  en het is Japans voor: vriend of maat. Mensen met een AIBO zijn veelal tevreden over hun huisdier: elke dag verrast hij/zij hen met iets nieuws. 

## Eigenschappen
AIBO kan redelijk vloeiend bewegen en kent allerlei trucjes, dansjes en kan ook emoties uitbeelden: verrassing, blijheid, ontevredenheid, boosheid, verdriet en angst. De programmeurs hebben hem ook instincten meegegeven: nieuwsgierigheid, honger(batterij opladen), slaap, liefde en drukte door extra veel beweging. Ondanks dat AIBO langzaam beweegt, wordt het vertederend gevonden de hond bezig te zien. Indien meerdere AIBO's bij elkaar zijn, kunnen zij ook op elkaar reageren.
Communicatie met de speelgoedhond gebeurt door middel van aaien, praten of commando's geven, dit verschilt per type AIBO. De nieuwste (de ERS-7) kent ongeveer 100 commando's terwijl de oudere versie er ongeveer 75 kent.

## Speeltjes
AIBO heeft ook speeltjes, een bal en een bot (AIBone). De felroze bal kan hij zien via de kleurencamera in zijn neus. De ERS-7 kan het botje op zijn neus balanceren, in zijn mond doen, verticaal zetten en ermee zitten spelen.

## Productie gestopt
Sinds april 2007 is Sony gestopt met het produceren van AIBO's.

## Voetbal
Met de AIBO's wordt ook gevoetbald. Er zijn zelfs wereldkampioenschappen, die in juli 2007 in Atlanta gehouden werden. Er was ook een Nederlands team aanwezig.